# Vedran Jugović
Vedran Jugović (Osijek, 31. srpnja 1989.) hrvatski je nogometaš koji igra na poziciji veznog. Trenutačno igra za Osijek.

## Karijera
Svoje prve nogometne korake ostvario je u osječkom niželigašu Olimpiji, gdje su nogomet igrali i njegov otac Vladimir i brat Mihael. Već u ranim igračkim danima njegove kvalitete prepoznaju skauti NK Osijeka te ga 2003. dovode u svoje gnijezdo. Vedran prolazi kadetsku (2004. – 2006.) i juniorsku (od 2006. do 2008.) kategoriju Bijelo – plavih, ali i dalje ostaje vezan uz svoj matični klub Olimpiju, gdje na posudbi provodi svoju zadnju juniorsku godinu igrajući tada u 3. HNL – Istok. Debi u Osijekovom seniorskom dresu konačno upisuje 03. kolovoza 2008. s tek navršenih 19 godina protiv slavonskog rivala, vinkovačke Cibalie. U sezoni 2008./2009. ubilježio je 24 nastupa uz jednu asistenciju. Već sljedeće sezone u prvom kolu HNL-a, 25.07.2009., upisuje se prvi put među strijelce u domaćoj utakmici protiv Hajduka. Te sezone u 19 utakmica bilježi 6 pogodaka uz 4 asistencije. I u tekućoj sezoni 2010./2011. kao prvotimac brani boje Bijelo – plavih. U siječnju 2016. godine, Jugović je prešao na posudbu iz Rijeke u južnokorejskom Jeonnam Dragons. U lipnju 2019. je Jugović nakon gotovo šest i pol godina ponovno potpisao za NK Osijek. U Gradskom vrtu je potpisao trogodišnji ugovor.

## Pozicija
Jugović je vezni igrač koji u romb taktici može kvalitetno igrati na bilo kojoj poziciji u sredini terena. Odgovornost u igri čini ga vrlo zahvalnim igračem u obrambenim akcijama, a fina desna noga, brzina, dribling i čitanje igre, čini ga i opasnim igračem za protivničke obrane. Prototip je modernog nogometaša koji u sredini terena jednako kvalitetno obavlja napadačke i obrambene zadaće.
| Sezona    | Klub            | Liga     | Nastupi | Golovi |
| --------- | --------------- | -------- | ------- | ------ |
| 2008./09. | NK Osijek       | Prva HNL | 24      | 0      |
| 2009./10. | NK Osijek       | Prva HNL | 27      | 6      |
| 2010./11. | NK Osijek       | Prva HNL | 25      | 1      |
| 2011./12. | NK Osijek       | Prva HNL | 14      | 0      |
| 2012./13. | NK Osijek       | Prva HNL | 11      | 0      |
| 2012./13. | HNK Rijeka      | Prva HNL | 12      | 1      |
| 2013./14. | HNK Rijeka      | Prva HNL | 20      | 1      |
| 2014./15. | HNK Rijeka      | Prva HNL | 26      | 3      |
| 2015./16. | HNK Rijeka      | Prva HNL | 11      | 0      |
| 2016      | Jeonnam Dragons | K Liga 1 | 29      | 3      |
| 2017      | Jeonnam Dragons | K Liga 1 | 25      | 3      |
| 2018      | Jeonnam Dragons | K Liga 1 | 23      | 1      |
| 2019      | Jeonnam Dragons | K Liga 1 | 7       | 0      |
| 2019./20. | NK Osijek       | Prva HNL | 4       | 0      |

## Priznanja

### Klupska
Rijeka
- Hrvatski nogometni kup (1): 2013./14.
- Hrvatski nogometni superkup (1): 2014.